# Microgale gymnorhyncha
Microgale gymnorhyncha är en däggdjursart som beskrevs av Jenkins, Goodman och Christopher John Raxworthy 1996. Microgale gymnorhyncha ingår i släktet långsvanstanrekar, och familjen tanrekar. IUCN kategoriserar arten globalt som livskraftig. Inga underarter finns listade i Catalogue of Life.
Arten förekommer på östra Madagaskar. Den lever i regioner mellan 970 och 1990 meter över havet. Habitatet utgörs av fuktiga skogar. Antagligen gräver djuret i lövskiktet eller i det översta jordlagret.